# Долотово
Долотово — деревня в Грязовецком районе Вологодской области России.
Входит в состав Перцевского муниципального образования, с точки зрения административно-территориального деления — в Перцевский сельсовет.
Расстояние по автодороге до районного центра Грязовца — 26 км, до центра муниципального образования Слободы — 16 км. Ближайшие населённые пункты — Санниково, Михалево, Полежайка.
По переписи 2002 года население — 2 человека.